# Trichomycterus rivulatus
Trichomycterus rivulatus là một loài cá thuộc họ Trichomycteridae. Nó là loài đặc hữu của hồ Titicaca.Loài này phát triển đến chiều dài 37,4 cm (14,7 in).

## Hình ảnh

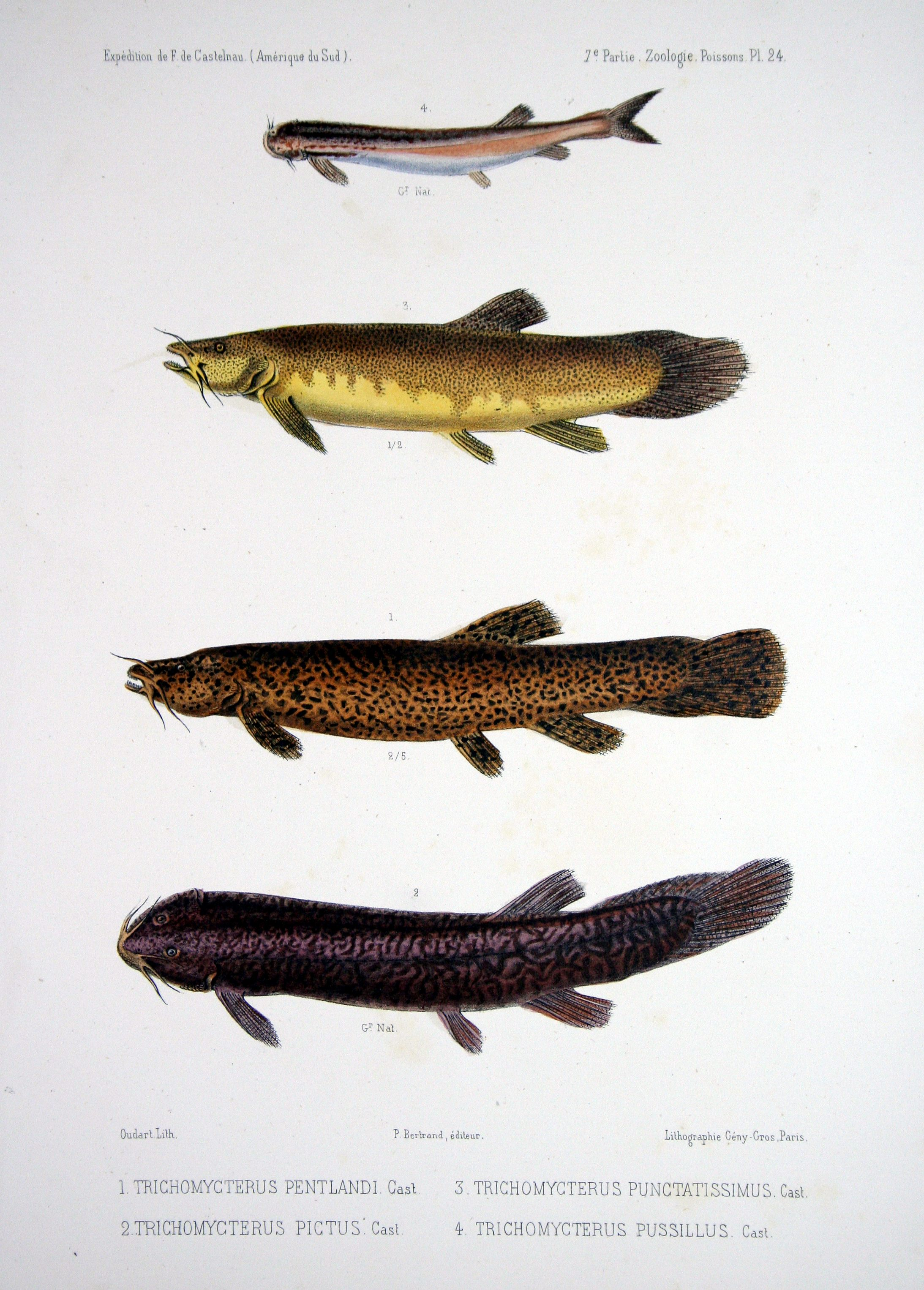